# 朝日山公園
朝日山公園（あさひやまこうえん）は、富山県氷見市幸町16番地にある公園。

## 概要
氷見郡氷見町（当時）の四方に位置して古くはドウフネ山と呼ばれていた丘陵に、1907年（明治40年）、日露戦争戦勝を記念して、氷見郡尚武会がマツ165本、サクラ（ソメイヨシノ）165本、紅葉57本などを植樹して、1909年（明治42年）に皇太子（後の大正天皇）の北陸巡啓を記念して郡立公園として開園したのが始まりである。
1908年（明治41年）には山頂に神武天皇銅像が氷見郡尚武会によって建てられた（工費2,424円、台石工事933余円）。台座銘板の『永芳』の揮毫は、当時学習院長を務めていた乃木希典の手になる（そのため、同公園を『永芳公園』と称することもある）。銅像は1959年（昭和34年）に実施された台座の改修に合わせて、銅像が持つ弓の先端に金色鳶が置かれた。
1923年（大正12年）3月、郡制廃止後は町立の公園になった。
1952年（昭和27年）10月には常設の相撲場（現存せず）が設置され、昭和30年代には氷見駅前広場から『ブリ小僧』噴水が公園内に移設された。また。1955年（昭和30年）7月には誉一山荘が公園内に『三島楼』（一層楼）を建設。さらに1970年（昭和45年）7月には公園東端庚申塚付近に誉一山荘新館『紫雲殿』が建てられた（現在は『誉一山荘 オーベルジュ ドゥ ミクニ』として営業）。
2012年（平成24年）10月には新たに小型複合遊具が整備され、2021年（令和3年）3月14日には『見晴らしの丘』がオープンした。長さ23mのローラー滑り台などで30種類以上の遊びが楽しめる大型遊具や、高さ6mを超えるシンボルタワー、約1万m2の芝生広場や休憩施設のセンターハウスなどが同地に整備されている。
富山さくらの名所70選に選定されており、約270本のソメイヨシノが公園内にところ狭しと植えられ、朝日山の斜面を覆う。

## アクセス
- 氷見駅より車で5分、徒歩で約15分[2]。
- E41能越自動車道氷見ICより6分[2]。